# 勞氏鱷屬
勞氏鱷屬（學名：Rauisuchus）是勞氏鱷科的一屬，化石發現於巴西的Paleorrota地質公園，地質年代約三疊紀晚期的卡尼階到早瑞替期，約2億3500萬到2億500萬年前。勞氏鱷科是群三疊紀的大型掠食動物，外表類似現代鱷魚，可能會以其他爬行動物、早期恐龍為食。
勞氏鱷的屬名是以Wilhelm Rau博士為名。勞氏鱷的身長可達約4公尺（13呎），臀部高度約90公分（3呎），體重估計值約250公斤（550磅）。